# 1996 en jeu vidéo
La page 1996 en jeu vidéo récapitule les évènements importants qui se sont produits au cours de l'année 1996 dans le domaine du jeu vidéo.

## Principales sorties de jeux
| Japon (Haut)            |                                        |                |          |
| 26 janvier              | Guardian Heroes                        | Sega Saturn    | [ j 1 ]  |
| 9 février               | Bahamut Lagoon                         | Super Famicom  | [ j 2 ]  |
| 27 février              | Pokémon Rouge et Vert                  | Game Boy       | [ 🔗 1 ] |
| 9 mars                  | Super Mario RPG                        | Super Famicom  | [ j 3 ]  |
| 21 mars                 | Kirby's Fun Pak                        | Super Famicom  | [ 🔗 2 ] |
| 22 mars                 | Bio Hazard                             | PlayStation    | [ j 4 ]  |
| 29 mars                 | Tekken 2                               | PlayStation    | [ j 5 ]  |
| 29 mars                 | Dragon Ball Z: Hyper Dimension         | Super Famicom  | [ j 6 ]  |
| 14 mai                  | Fire Emblem: Genealogy of the Holy War | Super Famicom  | [ j 7 ]  |
| 24 mai                  | Metal Slug                             | Neo-Geo AES    | [ j 8 ]  |
| 23 juin                 | Super Mario 64                         | Nintendo 64    | [ j 9 ]  |
| 5 juillet               | Nights into Dreams                     | Sega Saturn    | [ j 10 ] |
| 30 juillet              | The King of Fighters '96               | Arcade         |          |
| 2 août                  | Tobal n°1                              | PlayStation    | [ j 11 ] |
| 9 août                  | Street Fighter Zero 2                  | PlayStation    | [ j 12 ] |
| 13 septembre            | Policenauts                            | Sega Saturn    | [ j 13 ] |
| 20 septembre            | Revelations: Persona                   | PlayStation    | [ j 14 ] |
| 27 septembre            | Toshinden URA                          | Sega Saturn    | [ j 15 ] |
| 23 novembre             | Super Donkey Kong 3                    | Super Famicom  | [ j 16 ] |
| 6 décembre              | Dragon Quest III                       | Super Famicom  | [ j 17 ] |
| 6 décembre              | PaRappa the Rapper                     | PlayStation    |          |
| 14 décembre             | Mario Kart 64                          | Nintendo 64    | [ j 18 ] |
| Amérique du Nord (Haut) |                                        |                |          |
| 22 juin                 | Quake                                  | MS-DOS         | ,        |
| 6 août                  | Alone in the Dark                      | Sega Saturn    | [ a 1 ]  |
| 8 août                  | Alien Trilogy                          | Sega Saturn    | [ a 1 ]  |
| 9 août                  | Alone in the Dark                      | PlayStation    | [ a 1 ]  |
| 13 août                 | Destruction Derby                      | Sega Saturn    | [ a 1 ]  |
| 20 août                 | Nights into Dreams                     | Sega Saturn    | [ a 1 ]  |
| 27 août                 | Tekken 2                               | PlayStation    | [ a 1 ]  |
| 3 septembre             | Crash Bandicoot                        | PlayStation    | [ a 1 ]  |
| 5 septembre             | Bubble Bobble                          | Sega Saturn    | [ a 1 ]  |
| 9 septembre             | Breath of Fire 2                       | Super Nintendo | [ a 1 ]  |
| 10 septembre            | Casper                                 | PlayStation    | [ a 1 ]  |
| 15 septembre            | Ridge Racer Revolution                 | PlayStation    | [ a 1 ]  |
| 17 septembre            | Casper                                 | Sega Saturn    | [ a 1 ]  |
| 29 septembre            | Pilotwings                             | Nintendo 64    | [ a 1 ]  |
| 29 septembre            | Super Mario 64                         | Nintendo 64    | [ a 1 ]  |
| 8 octobre               | Samurai Shodown III                    | PlayStation    | [ a 1 ]  |
| 11 octobre              | Ultimate Mortal Kombat 3               | MD, SNES       | [ b 1 ]  |
| 11 octobre              | Mortal Kombat Trilogy                  | PlayStation    | [ b 1 ]  |
| 14 octobre              | Street Fighter Alpha 2                 | Super Nintendo | [ a 1 ]  |
| 15 octobre              | Soul Edge                              | PlayStation    | [ a 1 ]  |
| 22 octobre              | Final Doom                             | PlayStation    | [ b 1 ]  |
| 31 octobre              | Daytona USA                            | PC             | [ a 1 ]  |
| 31 octobre              | Street Fighter Alpha 2                 | PS, SAT        | [ b 1 ]  |
| 5 novembre              | Tomb Raider                            | PlayStation    | [ b 1 ]  |
| 7 novembre              | Sonic 3D Blast                         | Mega Drive     | [ a 1 ]  |
| 11 novembre             | Mortal Kombat Trilogy                  | Nintendo 64    | [ b 1 ]  |
| 12 novembre             | Toshinden URA                          | Sega Saturn    | [ b 1 ]  |
| 15 novembre             | Dragon's Lair II: Time Warp            | Macintosh      | [ b 1 ]  |
| 15 novembre             | Tobal n°1                              | PlayStation    | [ b 1 ]  |
| 18 novembre             | Donkey Kong Country 3                  | Super Nintendo | [ b 1 ]  |
| 25 novembre             | Killer Instinct Gold                   | Nintendo 64    | [ b 1 ]  |
| 26 novembre             | Dark Savior                            | Sega Saturn    | [ b 1 ]  |
| 2 décembre              | Star Wars: Shadows of the Empire       | Nintendo 64    | [ b 1 ]  |
| Europe (Haut)           |                                        |                |          |
| 29 mars                 | Alien Trilogy                          | PlayStation    | [ c 1 ]  |
| 12 avril                | X-Men: Children of the Atom            | Sega Saturn    | [ c 1 ]  |
| 29 avril                | Ultimate Mortal Kombat 3               | Sega Saturn    | [ c 1 ]  |
| 10 mai                  | Panzer Dragoon II Zwei                 | Sega Saturn    | [ d 1 ]  |
| 17 mai                  | Duke Nukem 3D                          | PC             | [ d 1 ]  |
| 22 mai                  | Street Fighter Alpha                   | PS, SAT        | [ d 1 ]  |
| 4 septembre             | Alien Trilogy                          | Sega Saturn    | [ g 1 ]  |
| 5 septembre             | NiGHTS into dreams...                  | Sega Saturn    | [ g 1 ]  |
| 13 septembre            | Casper                                 | PS, SAT        | [ g 1 ]  |
| 2 octobre               | Tekken 2                               | PlayStation    | [ e 1 ]  |
| 4 octobre               | Night Warriors                         | Sega Saturn    | [ e 1 ]  |
| 24 octobre              | Tomb Raider                            | Sega Saturn    | [ e 1 ]  |
| 2 novembre              | Command and Conquer : Alerte rouge     | PC             | [ f 1 ]  |
| 5 novembre              | Sonic 3D: Flickies' Island             | Mega Drive     | [ f 1 ]  |
| 8 novembre              | Crash Bandicoot                        | PlayStation    | [ e 1 ]  |
| 16 novembre             | Street Fighter Alpha 2                 | PS, SAT        | [ f 1 ]  |
| 16 novembre             | Batman Forever: The Arcade Game        | PS, SAT        | [ f 1 ]  |
| 25 novembre             | Tomb Raider                            | PC             | [ f 1 ]  |

## Événements
Salons
- 14-16 avril : European Computer Trade Show à l'Olympia de Londres en Angleterre[c 1].
- 16-18 mai : Electronic Entertainment Expo au Convention Center à Los Angeles aux États-Unis[c 1].
- 12-14 septembre : JAMMA Show à Tokyo au Japon[g 1].
- 1er-4 novembre : Electronic Entertainment Expo au Makuhari Messe au Japon[e 1].
- 24-26 novembre : Famicom Space World '96 au Makuhari Messe au Japon[e 1].

Sites web
- 1er mai : lancement du site GameSpot[🔗 3]
- Création en France du site internet MO5.com, qui deviendra en 2003 une association œuvrant à la préservation du jeu vidéo et de l’informatique[2].

Autres
- 23 juin : la Nintendo 64 est officiellement lancée au Japon au prix de 25 000 ¥[3].
- 29 septembre : la Nintendo 64 est officiellement lancée en Amérique du Nord au prix de 199 $[b 2].
- Création de la société française Focus Home Interactive.

## Meilleures ventes

### Vente de jeux sur console au Japon
| Classement | Titre                                   | Support        | Nombre d'unités |
| ---------- | --------------------------------------- | -------------- | --------------- |
| 1          | Pokémon Vert, Rouge et Bleu             | Game Boy       | 1 663 861       |
| 2          | Tekken 2                                | PlayStation    | 1 079 585       |
| 3          | Super Mario RPG                         | Super Nintendo | 995 898         |
| 4          | Resident Evil                           | PlayStation    | 942 987         |
| 5          | Derby Stallion 96                       | Super Nintendo | 903 200         |
| 6          | Super Mario 64                          | Nintendo 64    | 890 749         |
| 7          | Dragon Quest III Remake                 | Super Nintendo | 719 886         |
| 8          | Arc the Lad II                          | PlayStation    | 672 420         |
| 9          | Tobal no 1                              | PlayStation    | 657 816         |
| 10         | Dragon Quest VI : Le Royaume des songes | Super Nintendo | 599 335         |